# Solanum johnstonii
Solanum johnstonii är en potatisväxtart som beskrevs av Whalen. Solanum johnstonii ingår i släktet skattor som ingår i familjen potatisväxter. Inga underarter finns listade i Catalogue of Life.